# Сибуйский диагональный пешеходный переход
Сибуйский диагональный пешеходный переход (яп. 渋谷スクランブル交差点 Сибуя сукуранбуру ко:сатэн) — самый большой и известный диагональный пешеходный переход Японии. Расположен перед станцией Сибуя, в специальном районе Сибуя, в Токио. Это один из самых известных диагональных пешеходных переходов в мире. Более 3000 пешеходов могут одновременно переходить дорогу в этом месте, что сделало его одним из символов Токио и Японии в целом.

## Описание
Сибуйский диагональный пешеходный переход находится рядом со статуей Хатико, расположенной у одного из выходов со станции Сибуя, популярном многолюдным местом для встреч.
Движение транспорта на Сибуйском диагональном пешеходном переходе полностью прекращается на пятьдесят пять секунд, чтобы пешеходы могли безопасно пересечь перекрёсток. На юго-западной стороне станции Сибуя находится еще одно популярное место для встреч под названием Мояи. Там установлена статуя, напоминающая статую Моаи.
На соседних зданиях, фасадами выходящих на перекрёсток, установлены три больших телевизионных экрана, помимо этого на перекрёстке множество рекламных щитов. В одном из зданий на первом этаже расположен филиал Starbucks, из которого открывается превосходный вид на перекрёсток. Интенсивный трафик на перекрёстке и потоки рекламы привели к тому, что его сравнивают с Таймс-сквер в Нью-Йорке и Yonge–Dundas Square в Торонто. Профессор архитектуры из Токио Джулиан Уорралл сказал, что Сибуйский диагональный пешеходный переход «отличный пример того, что Токио делает лучше всего, когда не пытается».

## В культуре и искусстве
Сибуйский диагональный пешеходный переход часто появляется в фильмах и телевизионных шоу, действия которых происходят в Токио: «Трудности перевода», «Тройной форсаж: Токийский дрифт», «Токийская невеста», «Обитель зла 4: Жизнь после смерти», «Обитель зла: Возмездие», «Алиса в Пограничье» 3-я серия 1-го сезона сериала "Шугар",финальная сцена перед титрами в фильме "Тень Якудза" и т. д.. Современный британской художник Карл Рэндалл, который 10 лет прожил в Токио, изобразил Сибуйский диагональный пешеходный переход в своей большой картине «Сибуя», выставленной в Национальной портретной галерее в Лондоне в 2013 году. Сибуйский диагональный пешеходный переход — это основное место в видеоигре The World Ends With You, действие которой происходит в районе Сибуя.
Сибуйский диагональный пешеходный переход был показан на церемонии закрытия летних Олимпийских игр 2016 года в целях рекламы летних Олимпийских игр 2020 года в Токио.

## Галерея
- Сибуйский диагональный пешеходный переход в 1952 году.
- Сибуйский диагональный пешеходный переход в 2012 году.
- Сибуйский диагональный пешеходный переход.
- Северо-западный ночной вид в 2016 году
- Вид на станцию Сибуя с Сибуского диагонального пешеходного перехода 23 июля 2019 года.
- Сибуйский диагональный пешеходный переход в 2019 году.
- Сибуйский диагональный пешеходный переход в 2019 году.